# Adobe Contribute
Adobe Contribute（アドビ コントリビュート）は、アドビが販売しているWebオーサリングツール。旧称は Macromedia Contribute であり、かつての開発会社はマクロメディア。

## 概要
同じアドビが販売しているAdobe Dreamweaverが、ある程度のHTMLとCSSの知識を持った開発者が使用するWebオーサリングツールであるのに対して、Adobe Contributeはウェブサイトやブログの修正や更新を行うことに特化したコンテンツ管理システム (CMS) 的なアプリケーションであり、HTMLやCSSでのウェブサイト作成の経験がなくても使うことができる。

## バージョンと発売年月
- 2003年3月25日 - Macromedia Contribute [1]
- 2003年9月19日 - Macromedia Contribute 2 [2]
- 2004年10月8日 - Macromedia Contribute 3 [3]

## 競合製品
- RapidWeaver - Macintosh専用
- Microsoft FrontPage - Windows専用
- ホームページビルダー - Windows専用
- BiND for WebLiFE
- Aptana Studio - EclipseベースのWebオーサリングツール。